# Heden, Skellefteå kommun
Heden är en by och bebyggelse öster om Varuträsket i Skellefteå socken Skellefteå kommun, Västerbottens län. Bebyggelsen var till och med år 2000 klassad som en småort namnsatt efter byn Heden och norr om Varuträsk.